# Dalton (rockgrupp)
Dalton var ett svenskt rockband, aktiva under senare delen av 80-talet. De är framförallt mest ihågkomna för sin singel You're Not My Lover (But You Were Last Night) som låg på svenska Trackslistan under 1987.

## Diskografi

### Studioalbum
- 1987 – The Race Is On
- 1989 – Injection
- 2014 – Pit Stop